# Меги Џи
Меги Мари Џи (енгл. Maggie Mary Gee Пул, Енглеска, 2. новембар 1948)  је енглеска књижевница. Године 2012. постала је професор креативног писања на Bath Spa University.
Џи је била једна од шест жена међу 20 списатељица на Granta листи најбољих младих британских романописаца 1983. године, на коју се сећа да је „веома добро време за фикцију“.  Била је прва жена председница Краљевског књижевног друштва (РСЛ), 2004–2008.

## Живот
Џи је рођена у Пулу, Дорсет.  Као дете, живела је у Мидлендсу пре него што се преселила у Сасекс. Образовала се у државним школама, добила је стипендију на Сомервил колеџу у Оксфорду и магистрирала енглеску књижевност и магистрирала на надреализму у Енглеској. После универзитета, две године је радила у издаваштву, а затим је постала асистент на Вулверхемптонској политехници где је завршила докторат, са The Self-Conscious Novel from Sterne to Vonnegut (Самосвесни роман од Стерна до Вонегата). Била је једна од оригиналних Granta 20 најбољих младих британских романописаца. 
Чланица је Краљевског књижевног друштва (ФРСЛ). Њена наставна специјалност је белетристика 20. и 21. века.
Џи је живела у Лондону са својим мужем, писцем и емитером Николасом Ранкином (аутор књиге Dead Man's Chest: Travels after Robert Louis Stevenson (Мртвачки сандук: Путовања после Роберта Луиса Стивенсона), Telegram from Guernica: The Extraordinary Life of George Steer, (Телеграм из Гернике: Изванредни живот Џорџа Стира), War Correspondent (Ратни дописник) и Churchill's Wizards (Черчилов чаробњак), и њиховом ћерком Розом Ренкин-Боже, који је такође романописац. Џи сада живи у Рамсгејту .  

## Рад
Џи је објавила 14 романа; збирке кратких прича и мемоаре. Њен седми роман, The White Family (Бела породица), ушао је у ужи избор за Женску награду за белетристику 2003. и Међународну књижевну награду у Даблину. Прва књига о њеном делу, Maggie Gee: Writing the Condition-of-England Novel, Mine Özyurt Kılıç's, објављена је 2013. 
Џи пише у широкој модернистичкој традицији, по томе што њене књиге имају снажан општи осећај за образац и значење, али њен стил писања карактерише политичка и друштвена свест. Она сатирично гледа на савремено друштво, али је љубазна према својим ликовима и има унироничан осећај за лепоту природног света. Њена људска бића су биолошка, као и друштвена бића, делом због утицаја науке, а посебно еволуционе биологије на њено размишљање. Where Are the Snows (Где су снегови) (први пут објављено 1991), The Flood (Ледени људи) (1998) и The Flood (Потоп) (2004) су се бавили блиском или даљом будућношћу.  Она пише кроз мушке ликове једнако често као и кроз женске ликове.
Индивидуалне људске бриге којима се њене приче баве укључују потешкоће у решавању сукоба између потпуне несебичности, што често доводи до тајне несреће и огорчености према корисницима; и себичност, што заузврат може довести до несреће других, посебно деце. Ово је типична дилема жена с краја 20. и почетка 21. века, али је такође брига за привилегована, богата, дуговечна западна људска бића у целини, и проширује се на глобалну забринутост око богатства, сиромаштва и климатских промена. Њене књиге такође истражују како се људи као врста односе према нељудским животињама и природним светом у целини. Две њене књиге, The White Family (Бела породица) (2002) и My Cleaner (Мој чистач) (2005), имају расизам као централну тему, обрађену као трагедију у Белој породици али као комедију у Мој чистач. Године 2009. објавила је Мој возач, други роман са многим истим ликовима као и Мој чистач, али овај пут смештен у Уганду у време напетости са суседним ДР Конгом. 
Године 2010, Џи је објавила My Animal Life, мемоаре које је Кетрин Хјуз похвалила као „упијајуће“  и о којима је Мишел Робертс написала у The Independent: „Док бележи успехе (и замке) у животу уметника, My Animal Life слика фини, искрени, сложени портрет ума уметника“. 
Џи је потпредседник Краљевског друштва за књижевност и професор креативног писања на Bath Spa University. Такође је радила у управном одбору Друштва аутора и владином одбору за право на јавно позајмљивање. Међу књижевним наградама које је додељивала су Букерова награда 1989.  и награда Wellcome Book Prize 2010. 
На новогодишњим почастима 2012, Џи је именована за официра Ордена Британске империје (ОБЕ) за заслуге у књижевности.  2016. године изабрана је за неизвршног директора Друштва за лиценцирање и колекционарство аутора.